# Полки Иисуса
Полки́ Иису́са, полки́ Богоро́дицы, дружи́ны Свято́го Креста́, полки́ Ильи́ проро́ка — в советской историографии белогвардейские вооруженные отряды (дружины), организованные во время Гражданской войны и интервенции в России православным духовенством для борьбы с Красной армией и Советской властью. Во главе карательных отрядов часто становились лица духовного звания. Основоположниками таких отрядов в армии Колчака был архиепископ Омский Сильвестр и английский генерал Нокс, в армии Деникина — митрополит Одесский Платон и протопоп Владимир Востоков. Такие ударные контрреволюционные отряды у Колчака были вполне оформлены и участвовали в боевых действиях, у Деникина они не успели развернуться. У Колчака в организации полков принял деятельное участие епископ Андрей (Ухтомский). Само духовенство и монашество были участниками этих вооруженных формирований и с оружием в руках воевало против Советской власти. В основном полки создавались из псаломщиков, чтецов, пономарей, церковных сторожей и рядовых монахов. Отличались полки не столько боевыми действиями, столько жестокими расправами над населением, поддерживающим Советскую власть. Используя религию в качестве идеологического инструмента духовенство убеждало участников этих вооруженных отрядов, что борьба с большевиками идёт «за правую и святую веру» и против «антихриста».
В белогвардейских армиях действовали кадры военного духовенства: в армии Деникина — около 1000 священнослужителей, в армии Врангеля — более 500, в армии Колчака — несколько тысяч. В борьбе против Советской власти участвовали и представители других конфессий, старообрядческое духовенство воевало в дружинах Святого Креста. Мусульманское духовенство формировало отряды «зелёного знамени пророка».
В книге «История России XX век» (2016), под редакцией А. Б. Зубова, изложено, что  твёрдый сподвижник Колчака архиепископ Сильвестр в ноябре 1918 года обратился с посланием к солдатам армии Колчака, призывая их спасти Отечество от гибели и позора, защитить Церковь. В своём послании архиепископ называл их страстотерпцами, помимо этого Сильвестр много ездил по территории, контролируемой колчаковцами, и произносил проповеди. Благодаря этой деятельности в колчаковской армии были введены не только  военные священники, но и созданы отдельные боевые части, состоящие только из церковнослужителей и верующих: Православная дружина Святого Креста, 333-й имени Марии Магдалины полк, Святая Бригада, три полка – Иисуса Христа, Богородицы и Николая Чудотворца.
В художественной литературе полк Иисуса описан в сатирической форме в сочинении Ярослава Гашека «Дневник попа Малюты: Из полка Иисуса Христа».